# Fujairah Football Club
El Fujairah Football Club anteriormente Al-Fujairah Sport Club (en árabe: الفجيرة‎) es un club de fútbol, fundado en Dibba Al-Fujairah, EAU. Hace de local en el Estadio Fujairah Club y actualmente juega en la Primera División de Emiratos Árabes Unidos. El Fujairah Football Club fue fundado en 1968 y cuenta con 3 títulos de Segunda División en Emiratos Árabes: 1985/86, 1989/90 y 2005/06; también ascendió a Primera, por promoción, en 2017/18.  
Entre 2017 y 2018, el reconocido exfutbolista argentino Diego Armando Maradona dirigió 11 partidos como DT del Fujairah FC, de los cuales ganó 7, empató 3 y perdió sólo 1. Pese a obtener el 72,73 % de los puntos en juego, fue despedido tras no obtener el ascenso directo a Primera al empatar en la última fecha contra Al Khaleej de Khor Fakkan 1-1 por un error garrafal de su arquero, Saeed Sadeq; sin embargo, Fujairah salió 3º y conseguiría finalmente el ascenso en la promoción contra el Hatta (1-1 y 1-0), ya sin él en el cargo.  

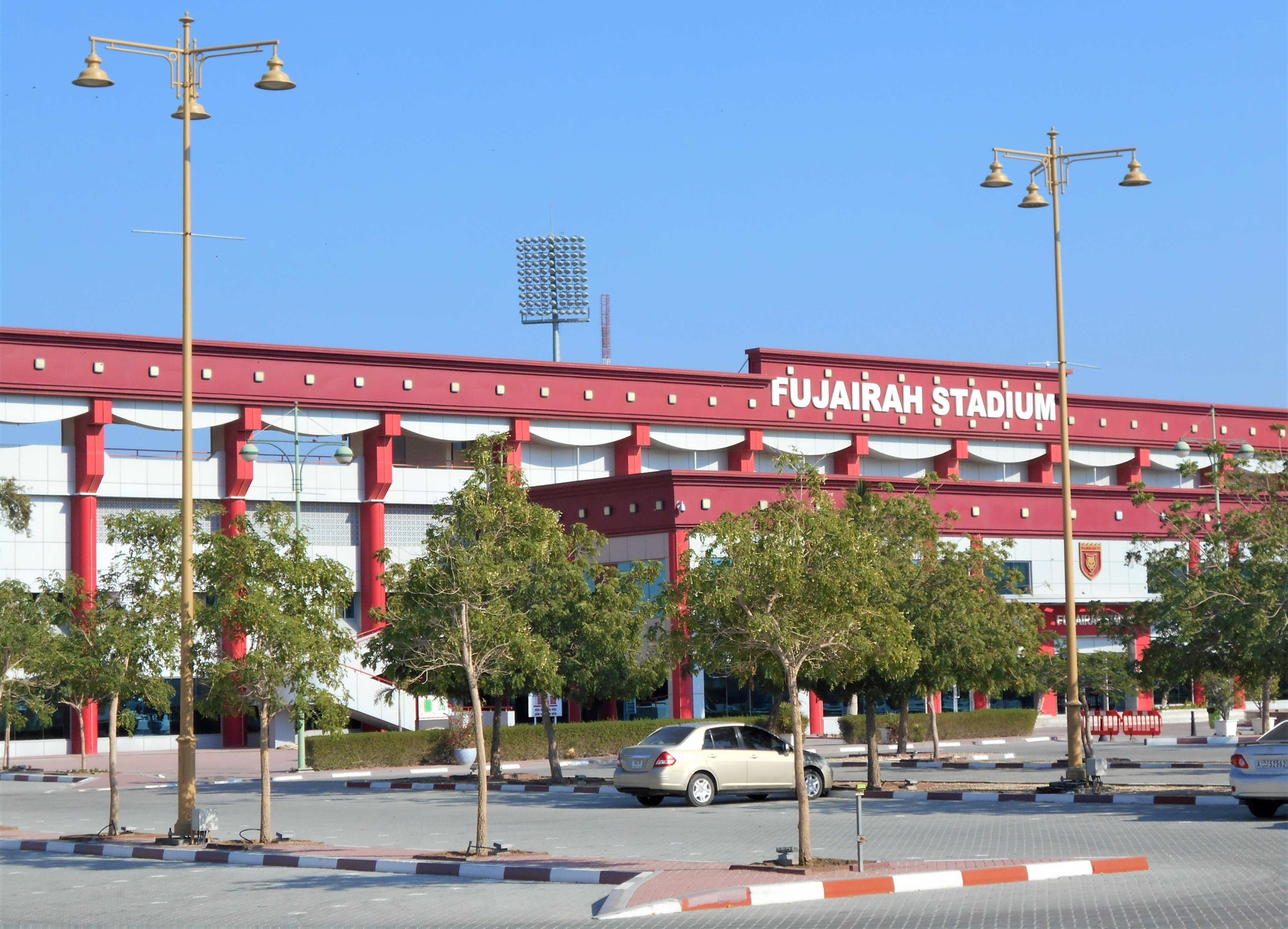
Estadio Fujairah Club.

## Jugadores
Entre sus jugadores destacados podemos mencionar a los argelinos Haszen Jebda, Karim Ziani y Madjid Bougherra (jugaron entre 2014 y 2016; disputaron los mundiales 2010 y 2014 para su país) y al argentino Danilo Carando (ex Gimnasia -Mendoza- y Unión de Santa Fe, jugó en Fujairah en 2018, dirigido por Maradona).